# Winter World University Games 2025/Teilnehmer (Ungarn)
| Gelbes Symbol für Goldmedaillen mit stilisierten Olympischen Ringen | Graues Symbol für Silbermedaillen mit stilisierten Olympischen Ringen | Braundes Symbol für Bronzemedaillen mit stilisierten Olympischen Ringen |
| ------------------------------------------------------------------- | --------------------------------------------------------------------- | ----------------------------------------------------------------------- |
| —                                                                   | —                                                                     | —                                                                       |

Ungarn nahm mit 16 Athleten (8 pro Geschlecht) an den Winter World University Games 2025 in Turin teil.

## Teilnehmer nach Sportarten

### Eiskunstlauf
| Athleten                   | Wettbewerbe | Kurzprogramm/ Rhythmustanz | Kurzprogramm/ Rhythmustanz | Kür    | Kür  | Gesamt | Gesamt |
| Athleten                   | Wettbewerbe | Punkte                     | Rang                       | Punkte | Rang | Punkte | Rang   |
| -------------------------- | ----------- | -------------------------- | -------------------------- | ------ | ---- | ------ | ------ |
| Frauen                     |             |                            |                            |        |      |        |        |
| Regina Schermann           | Einzel      | 42,06                      | 20                         | 84,04  | 20   | 126,10 | 21     |
| Männer                     |             |                            |                            |        |      |        |        |
| Aleksandr Wlasenko         | Einzel      | 68,87                      | 12                         | 133,54 | 10   | 202,41 | 11     |
| Mixed                      |             |                            |                            |        |      |        |        |
| Mark Shapiro Emese Csiszér | Eistanz     | 54,20                      | 6                          | 84,44  | 7    | 138,64 | 6      |

### Shorttrack
| Athleten                                                 | Wettbewerbe    | Qualifikation | Qualifikation | Vorlauf       | Vorlauf       | Viertelfinale | Viertelfinale | Halbfinale    | Halbfinale    | Finale                 | Finale        | Rang |
| Athleten                                                 | Wettbewerbe    | Zeit          | Rang          | Zeit          | Rang          | Zeit          | Rang          | Zeit          | Rang          | Zeit                   | Rang          | Rang |
| -------------------------------------------------------- | -------------- | ------------- | ------------- | ------------- | ------------- | ------------- | ------------- | ------------- | ------------- | ---------------------- | ------------- | ---- |
| Frauen                                                   |                |               |               |               |               |               |               |               |               |                        |               |      |
| Melinda Schönborn                                        | 500 m          | —             | —             | 45,707 s      | 3             | ausgeschieden | ausgeschieden | ausgeschieden | ausgeschieden | ausgeschieden          | ausgeschieden | 21   |
| Melinda Schönborn                                        | 1000 m         | —             | —             | 1:37,211 min  | 3             | ausgeschieden | ausgeschieden | ausgeschieden | ausgeschieden | ausgeschieden          | ausgeschieden | 23   |
| Melinda Schönborn                                        | 1500 m         | —             | —             | —             | —             | 2:35,316 min  | 3             | 2:32,069 min  | 5             | ausgeschieden          | ausgeschieden | 15   |
| Barbara Somogyi                                          | 500 m          | —             | —             | 45,148 s      | 1             | 45,686 s      | 2             | 45,321 s      | 5             | B-Finale: 45,286 s     | 3             | 8    |
| Barbara Somogyi                                          | 1000 m         | —             | —             | 1:34,935 min  | 2             | 1:33,444 min  | 2             | 1:33,956 min  | 5             | B-Finale: 2:11,305 min | 4             | 9    |
| Barbara Somogyi                                          | 1500 m         | —             | —             | —             | —             | 2:31,086 min  | 2             | 2:20,739 min  | 7             | ausgeschieden          | ausgeschieden | 18   |
| Eszter Tóth                                              | 500 m          | —             | —             | 45,444 s      | 2             | 45,273 s      | 4             | ausgeschieden | ausgeschieden | ausgeschieden          | ausgeschieden | 13   |
| Eszter Tóth                                              | 1000 m         | —             | —             | 1:35,582 min  | 4             | ausgeschieden | ausgeschieden | ausgeschieden | ausgeschieden | ausgeschieden          | ausgeschieden | 27   |
| Eszter Tóth                                              | 1500 m         | —             | —             | —             | —             | 2:53,877 min  | 2             | 2:44,560 min  | 6             | B-Finale: 2:34,350 min | 6             | 13   |
| Männer                                                   |                |               |               |               |               |               |               |               |               |                        |               |      |
| Ádám Gerecze                                             | 500 m          | 43,377 s      | 4             | ausgeschieden | ausgeschieden | ausgeschieden | ausgeschieden | ausgeschieden | ausgeschieden | ausgeschieden          | ausgeschieden | 19   |
| Ádám Gerecze                                             | 1000 m         | NT            | 5             | ausgeschieden | ausgeschieden | ausgeschieden | ausgeschieden | ausgeschieden | ausgeschieden | ausgeschieden          | ausgeschieden | 44   |
| Ádám Gerecze                                             | 1500 m         | —             | —             | —             | —             | 2:36,037      | 4             | ausgeschieden | ausgeschieden | ausgeschieden          | ausgeschieden | 30   |
| Péter Jászapáti                                          | 500 m          | NT            | 5             | ausgeschieden | ausgeschieden | ausgeschieden | ausgeschieden | ausgeschieden | ausgeschieden | ausgeschieden          | ausgeschieden | 22   |
| Péter Jászapáti                                          | 1000 m         | 1:28,711 min  | 1             | 1:30,805 min  | 1             | YC            | YC            | ausgeschieden | ausgeschieden | ausgeschieden          | ausgeschieden | YC   |
| Péter Jászapáti                                          | 1500 m         | —             | —             | —             | —             | 2:24,974 min  | 2             | ADV           | 4             | 2:28,586 min           | 4             | 4    |
| Mixed                                                    |                |               |               |               |               |               |               |               |               |                        |               |      |
| Barbara Somogyi Eszter Tóth Péter Jászapáti Ádám Gerecze | 2000 m Staffel | —             | —             | —             | —             | 2:47,447 min  | 2             | 2:44,817 min  | 2             | 2:45,626 min           | 4             | 4    |

### Ski Alpin
| Athleten                | Wettbewerbe        | 1. Lauf     | 1. Lauf | 2. Lauf     | 2. Lauf | Gesamt      | Gesamt |
| Athleten                | Wettbewerbe        | Zeit        | Rang    | Zeit        | Rang    | Zeit        | Rang   |
| ----------------------- | ------------------ | ----------- | ------- | ----------- | ------- | ----------- | ------ |
| Frauen                  |                    |             |         |             |         |             |        |
| Hanna Majtényi          | Super-G            | —           | —       | —           | —       | 1:05,91     | 22     |
| Hanna Majtényi          | Riesenslalom       | 1:10,07 min | 49      | DNF         | DNF     | DNF         | DNF    |
| Hanna Majtényi          | Slalom             | DNF         | DNF     | DNF         | DNF     | DNF         | DNF    |
| Hanna Majtényi          | Alpine Kombination | 1:03,82 min | 19      | 54,44 s     | 21      | 1:58,26 min | 20     |
| Lili Polányi            | Super-G            | —           | —       | —           | —       | 1:05,60     | 19     |
| Lili Polányi            | Riesenslalom       | 1:11,19 min | 54      | DNF         | DNF     | DNF         | DNF    |
| Lili Polányi            | Slalom             | 46,37 s     | 47      | DNF         | DNF     | DNF         | DNF    |
| Lili Polányi            | Alpine Kombination | 1:05,31 min | 25      | 55,86 s     | 24      | 2:01,17 min | 23     |
| Kata Körtvélyessy       | Riesenslalom       | DNF         | DNF     | DNF         | DNF     | DNF         | DNF    |
| Kata Körtvélyessy       | Slalom             | 52,99 s     | 55      | 51,83 s     | 51      | 1:44,82 min | 51     |
| Szonja Hozmann          | Slalom             | 44,36 s     | 42      | 43,47 s     | 39      | 1:27,83 min | 39     |
| Männer                  |                    |             |         |             |         |             |        |
| Barna Brúnó Negyeliczky | Riesenslalom       | 1:23,15 min |         | 1:23,15 min |         | 2:46,30 min | 75     |
| Barna Brúnó Negyeliczky | Slalom             | DNF         | DNF     | DNF         | DNF     | DNF         | DNF    |
| Rudolf Hozmann          | Slalom             | DNF         | DNF     | DNF         | DNF     | DNF         | DNF    |

| Athleten                                                             | Wettbewerbe | Achtelfinale | Achtelfinale | Viertelfinale | Viertelfinale | Halbfinale    | Halbfinale    | Finale        | Finale        | Rang |
| Athleten                                                             | Wettbewerbe | Gegner       | Punkte       | Gegner        | Punkte        | Gegner        | Punkte        | Gegner        | Punkte        | Rang |
| -------------------------------------------------------------------- | ----------- | ------------ | ------------ | ------------- | ------------- | ------------- | ------------- | ------------- | ------------- | ---- |
| Mixed                                                                |             |              |              |               |               |               |               |               |               |      |
| Barna Brúnó Negyeliczky Rudolf Hozmann Hanna Majtényi Szonja Hozmann | Mannschaft  | Japan        | 0:4          | ausgeschieden | ausgeschieden | ausgeschieden | ausgeschieden | ausgeschieden | ausgeschieden | 9    |

### Snowboard
| Athleten      | Wettbewerbe           | Qualifikation | Qualifikation | Achtelfinale  | Achtelfinale  | Viertelfinale | Viertelfinale | Halbfinale    | Halbfinale    | Finale/Platz 3 | Finale/Platz 3 | Rang |
| Athleten      | Wettbewerbe           | Zeit          | Rang          | Gegner        | Zeit          | Gegner        | Zeit          | Gegner        | Zeit          | Gegner         | Zeit           | Rang |
| ------------- | --------------------- | ------------- | ------------- | ------------- | ------------- | ------------- | ------------- | ------------- | ------------- | -------------- | -------------- | ---- |
| Männer        |                       |               |               |               |               |               |               |               |               |                |                |      |
| Zoltán Farkas | Parallel-Riesenslalom | 1:24,99 min   | 31            | ausgeschieden | ausgeschieden | ausgeschieden | ausgeschieden | ausgeschieden | ausgeschieden | ausgeschieden  | ausgeschieden  | 31   |
| Zoltán Farkas | Parallel-Slalom       | 1:59,76 min   | 34            | ausgeschieden | ausgeschieden | ausgeschieden | ausgeschieden | ausgeschieden | ausgeschieden | ausgeschieden  | ausgeschieden  | 34   |
| Marcell Szabó | Parallel-Riesenslalom | 1:19,61 min   | 26            | ausgeschieden | ausgeschieden | ausgeschieden | ausgeschieden | ausgeschieden | ausgeschieden | ausgeschieden  | ausgeschieden  | 26   |
| Marcell Szabó | Parallel-Slalom       | 1:22,12 min   | 20            | ausgeschieden | ausgeschieden | ausgeschieden | ausgeschieden | ausgeschieden | ausgeschieden | ausgeschieden  | ausgeschieden  | 20   |

| Athleten          | Wettbewerbe    | Platzierungsrunde | Platzierungsrunde | Vorläufe | Vorläufe | Halbfinale    | Finale        | Rang |
| Athleten          | Wettbewerbe    | Zeit              | Rang              | Punkte   | Rang     | Rang          | Rang          | Rang |
| ----------------- | -------------- | ----------------- | ----------------- | -------- | -------- | ------------- | ------------- | ---- |
| Männer            |                |                   |                   |          |          |               |               |      |
| Márko Marosvölgyi | Snowboardcross | 38,10 s           | 25                | 13       | 14       | ausgeschieden | ausgeschieden | 25   |